# Contea di Latah
La contea di Latah (in inglese Latah County) è una contea dello Stato dell'Idaho, negli Stati Uniti. La popolazione al censimento del 2000 era di 34 935 abitanti. Il capoluogo di contea è Moscow.

## Geografia
La contea si trova nel nord-ovest dello Stato, al confine con lo Stato di Washington, nel saliente dell'Idaho. La contea si colloca nella regione di Palouse. Il fiume principale è il Palouse e le principali catene montuose sono Palouse Range e Hoodoo Mountain. Moscow, il capoluogo, è sede dell'Università dell'Idaho.

### Contee confinanti
- Contea di Benewah - nord
- Contea di Shoshone - nord-est
- Contea di Clearwater - est
- Contea di Nez Perce - sud
- Contea di Whitman (Washington) - ovest

## Storia
La contea fu creata nel 1888 e fu chiamata così per il fiume Latah Creek che scorre a nord-ovest. Il nome è una parola nimipuutímt, che significa "il posto dei pini e del mortaio" perché qui i nativi trovarono pietre adatte a polverizzare le radici di camassia all'ombra dei pini.

## Comuni

### Cities
- Bovill
- Deary
- Genesee
- Juliaetta
- Kendrick
- Moscow (capoluogo)
- Onaway
- Potlatch
- Troy

### Census-designated place
- Princeton
- Viola